# Sergio Caballero
Sergio Caballero (Vila-real, 1974) è un attore spagnolo.

## Biografia
Sergio è conosciuto principalmente per le sue partecipazioni alla serie televisiva Unió musical da Capo nel ruolo di Joan, per i cortometraggi Viernes e Bitter Kas nel ruolo di Fermín. Nel 2012 partecipa alla soap Il segreto nel ruolo di Manuel Mateos.

## Filmografia

### Cinema
- L'amante bilingue (El amante bilingüe), regia di Vicente Aranda (1993)
- Son de mar, regia di Juan José Bigas Luna (2001)
- Noche de fiesta, regia di Xavi Puebla (2002)
- Faltas leves, regia di Jaume Bayarri e Manuel Valls (2006)
- Bienvenido a Farewell-Gutmann, regia di Xavi Puebla (2008)
- Donde el olor del mar no llega, regia di Lilian Rosado González (2010)
- 9 meses, regia di Miguel Perelló (2010)
- Cinco metros cuadrados, regia di Max Lemcke (2011)
- En fuera de juego, regia di David Marqués (2011)
- El hombre de las mariposas, regia di Maxi Valero (2011)
- Las olas, regia di Alberto Morais (2011)
- A puerta fría, regia di Xavi Puebla (2012)
- Los chicos del puerto, regia di Alberto Morais (2013)
- Matar el tiempo, regia di Antonio Hernández (2015)
- La revolución de los ángeles, regia di Marc Barbena (2015)
- Juegos de familia, regia di Belén Macías (2016)
- La madre, regia di Alberto Morais (2016)
- La familia - Dementia, regia di Giovanna Ribes (2016)
- Brava, regia di Roser Aguilar (2017)
- De púrpura y escarlata, regia di Juanra Fernández (2018)
- Asamblea, regia di Álex Montoya (2019)
- Coses a fer abans de morir, regia di Cristina Fernández Pintado e Miguel Llorens (2020)

### Televisione
- El cruce, regia di Juan Carlos Claver (2004)
- Sprint especial, regia di Juan Carlos Claver (2005)
- Electroshock, regia di Juan Carlos Claver (2006)
- Cartas de Sorolla, regia di José Antonio Escrivá (2006)
- El concursazo, regia di Domingo Rodes (2007)
- Pacient 33, regia di Sílvia Quer (2007)
- Alan muere al final de la película, regia di Xavier Manich (2007)
- Flor de mayo, regia di José Antonio Escrivá (2008)
- Cuatro estaciones, regia di Marcel Barrena (2010)
- Emilia Pardo Bazán, la condesa rebelde, regia di Zaza Ceballos (2011)
- 1.000 maneres de menjar-se un ou, regia di Rafa Montesinos (2013)
- La dona del segle, regia di Sílvia Quer (2018)
- La mort de Guillem, regia di Carlos Marques-Marcet (2020)